# 杨宝奎
杨宝奎（1944年—），汉族，中华人民共和国政治人物、第十一届全国政协委员。
加入中国共产党，担任中国航天科工集团公司科技委副主任。2008年，当选第十一届全国政协委员，代表科学技术界，分入第二十九组。